# John Carnio
John Carnio est un karatéka canadien originaire de Povegliano, Italy surtout connu pour avoir été le tout premier vice-champion du monde de karaté en individuel grâce à sa prestation aux championnats du monde de karaté 1970 à Japon

## Palmarès
- 1970 :  Médaille d'argent en ippon masculin aux championnats du monde de karaté 1970 à Tokyo, au Japon[2].